# Ernestas Šetkus
Ernestas Šetkus (ur. 28 maja 1985 w Taurogach) – litewski piłkarz występujący na pozycji bramkarza w izraelskim klubie Hapoel Tel Awiw, do którego trafił latem 2020 roku. W reprezentacji Litwy zadebiutował w 2011 roku. Do tej pory rozegrał w niej 36 mecze (stan na 12 listopada 2021).